# Thiorédoxine réductase
Les thiorédoxine réductases sont les seules enzymes connues susceptibles de réduire la thiorédoxine. Il s'agit de dimères de sous-unités identiques comptant 316 acides aminés utilisant la FAD comme coenzyme afin de réduire la thiorédoxine oxydée à partir de la NADPH + H+ :
(1)   Thiorédoxine réductase-S2 + NADPH + H+ → Thiorédoxine réductase-(SH)2 + NADP+.
(2)   Thiorédoxine-S2 + Thiorédoxine réductase-(SH)2 → Thiorédoxine-(SH)2 + Thiorédoxine réductase-S2.
On retrouve de la thiorédoxine réductase chez tous les types d'êtres vivants connus : procaryotes, archées et la plupart des plantes possèdent un type de cette enzyme, tandis que les eucaryotes supérieurs et certaines plantes possèdent une autre type de thiorédoxine réductase, contenant de la sélénocystéine. Les animaux possèdent en particulier trois types de thiorédoxine réductases : la TR1, la TR3 et la TRG ; la TR1 et la TR3 sont indispensables à l'embryogenèse chez la souris.
Son caractère indispensable à la croissance cellulaire fait de la thiorédoxine réductase une cible particulièrement étudiée dans le cadre de la recherche contre le cancer.